# Unbreakable (Dead or Alive)
Unbreakable è un album della band Dead or Alive pubblicato nel 2001 e contenente i remix delle canzoni del precedente album Fragile.

## Tracce
1. Turn Around & Count 2 Ten (Y&Co. "B" Mix)
2. You Spin Me Round (like a Record) (Zi Zone Mix)
3. My Heart Goes Bang (Get Me to the Doctor) (Love Machine Remix)
4. Something in My House (Deadend of Eurasia Mix)
5. Hit and Run Lover (Ventura Mix)
6. Isn't It a Pity (Bustard Remix)
7. I Paralyze (B4 ZA BEAT Remix)
8. Blue Christmas (P.K.G. Remix)
9. Lover Come Back to Me (Earthquake Mix)
10. Just What I Always Wanted (R.M. Hyper Techno Mix)